# Avraham Burg
Pour les articles homonymes, voir Burg.
Avraham Burg (en hébreu : אברהם בורג), né le 19 janvier 1955 à Jérusalem, est un homme d'État franco-israélien. Partisan déclaré de la laïcité, il milite en faveur de la séparation des institutions religieuses de l'État d'Israël,.
Élu à la présidence de la Knesset en 1999, il est le premier député désigné par ses pairs pour présider les travaux du Parlement national étant né sur le territoire israélien. Au mois de juillet 2000, il devient président de l'État d'Israël par intérim après la démission d'Ezer Weizman ; il occupe ce poste un peu moins de vingt jours, jusqu'à l'élection de Moshe Katsav.

## Biographie
Il est le fils de Yosef Shlomo Burg (1909 - 1990), lequel fut membre du Parti religieux national, ministre dans des gouvernements tant travaillistes que de droite ainsi qu'élu à 11 reprises à la Knesset. Il fait son service dans une brigade parachutiste de Tsahal avec le grade de lieutenant puis étudie les sciences sociales à l'Université hébraïque de Jérusalem.
Burg milite ensuite dans Shalom Archav et est blessé par une grenade lors d'une manifestation de l'organisation à Jérusalem au cours de laquelle Emil Grunzweig est tué. Il se définit comme « [une personne qui] ne renoncera jamais à rechercher des voisins [arabes] avides de paix, afin de sauver avec eux le monde qui nous est commun ».
En 1978, il épouse Anne-Joëlle Lazare, dite Yaël, la fille de Lucien Lazare.
Il obtient la nationalité française en 2007.

## Carrière politique
En 1985, il est nommé conseiller du Premier ministre Shimon Peres et, en 1988, est élu à la Knesset sur la liste du Parti travailliste.
En 1995, il démissionne de la Knesset à la suite de sa nomination comme président de l'Agence juive et de l'Organisation sioniste mondiale. Dans ses nouvelles fonctions, il s'occupe de la réappropriation des biens juifs spoliés lors de la Shoah.
En 1999, il retourne à la vie politique, comme président de la Knesset, poste qu'il occupe jusqu'en août 2003. À ce titre, il tiendra, à 44 ans, le rôle de Président faisant fonction du 12 juillet au 1er août 2000.
En 2001, il se présente à la présidence du Parti travailliste mais perd.
En 2004, il se retire de la vie publique mais continue de militer et donne encore des conférences à travers le monde. Il se déclare très attaché à la construction européenne : « Pour moi, dit-il, la construction de l'Union européenne, c'est l'utopie biblique dans sa quintessence. Je ne sais pas combien de temps cela tiendra, mais l'idée est incroyablement juive. »,

## Évolution de sa position à l'égard du sionisme
Après avoir été président de l'Organisation sioniste mondiale, il rompt avec le sionisme de gauche dans les premières années qui suivent le déclenchement de la seconde intifada en septembre 2000, et participe aux travaux du Forum Bruno Kreisky pour le dialogue international qui a publié le rapport intitulé Repenser la politique en Israël/Palestine. La partition et ses alternatives, présenté en 2014 par le groupe de l’Alliance progressiste des socialistes et démocrates au Parlement européen.
En septembre 2003, Burg fait sensation avec la publication dans le quotidien Yediot Aharonot d'un article intitulé : « La révolution sioniste est morte » et reproduit dans la presse internationale,.
Dans un entretien publié en juin 2007 dans Haaretz, Burg parle d'Israël, qu'il a quitté, comme d'un "ghetto sioniste". Il y déclare que « la définition d'Israël en tant qu'État juif mène à sa perte. Un État juif est explosif. C'est de la dynamite. »,. Il considère qu'il est temps de dénoncer la théorie de Theodor Herzl, estimant qu'après la création d'Israël, le sionisme aurait dû être aboli.
Il envisage de remettre en cause la loi du retour qui permet à tout juif de venir vivre en Israël. Il estime que cette loi est "le miroir de l'image d'Hitler" et "je ne veux pas qu'Hitler définisse mon identité".
En juillet 2010, il crée un nouveau parti politique israélien judéo-arabe, Shivyon Yisrael (Israël Égalité) qui « demande la pleine égalité pour tous les citoyens d'Israël, le genre d'égalité que nous exigeons pour les Juifs de la Diaspora, où qu'ils vivent ».
En janvier 2015, il apporte son soutien au parti Hadash.

## Citations
« Si le Dalaï-lama et le rabbin raciste Kahane tombent à l'eau et que je ne peux en sauver qu'un, je sauve le Dalaï-lama, parce qu'il est mon frère dans le système de valeurs qui est le mien. »
« Bien sûr que l'antisémitisme existe encore, sous la forme d'un mixte bizarre d'antijudaïsme religieux, de xénophobie, d'anti-impérialisme, d'antiaméricanisme et d'anti-israélisme d'extrême gauche. Mais le phénomène contemporain est celui d'une haine généralisée de l'autre, de l'étranger, de l'immigré, de la différence, de l'homosexualité, des musulmans et, dans le lot, des juifs. L'antisémitisme est désormais une partie seulement d'un phénomène universel plus global. Revendiquer une spécificité en la matière me paraît stupide. ».

## Publications
- Vaincre Hitler : pour un judaïsme plus humaniste et universaliste, Fayard, 2008